# エマ・ニクソン
エマ・ニクソン（Emma Nixon、生年月日不詳 - ）は、イギリスのアダルトモデル。
1995年2月号の米国版ペントハウス誌においてペントハウス・ペットに選出された。スーズ・ランドールのモデル(Drew名義) として知られる他、現在はメイクアップアーティストとして活躍している。